# Ralph W. Gerard
Ralph Waldo Gerard (* 7. Oktober 1900 in Harvey (Illinois); † 17. Februar 1974 in Newport Beach) war ein US-amerikanischer Physiologe.
Gerard, dessen Vater ein aus England eingewanderter beratender Ingenieur war, studierte ab 1915 Physiologie und Chemie an der University of Chicago mit dem Bachelor-Abschluss 1919 und der Promotion (Ph.D.) 1921 und war 1921/22 Professor für Physiologie an der University of South Dakota. Danach studierte er Medizin am Rush Medical College (M.D. 1925). 1926/27 war er mit einem Stipendium des National Research Council in Europa bei den Nobelpreisträgern Archibald Vivian Hill in London und Otto Fritz Meyerhof in Kiel. Nach der Rückkehr war er wieder an der University of Chicago, wo er bis 1952 Professor für Physiologie war. Ab 1952 war er für drei Jahre Professor für Physiologie und Neurophysiologie an der University of Illinois (College of Medicine) und 1955 bis 1963 Professor für Neurophysiologie am Mental Health Research Institute in Ann Arbor. Ab 1963 war er am Aufbau der University of California, Irvine, beteiligt als Dekan der Graduierten-Abteilung. 1970 ging er in den Ruhestand.
Er befasste sich mit unterschiedlichsten Themen vom Stoffwechsel und der Wärmeproduktion von Nerven (in seiner Zeit bei A. V. Hill), mit biologischen Grundlagen der Schizophrenie, Psychopharmaka bis zu Verhaltensforschung und Sozialwissenschaften. Mit Ling und Graham entwickelte er eine intrazelluläre Kapillar-Mikroelektrode.
1951/52 war er Präsident der American Physiological Society. Er war Mitglied der American Academy of Arts and Sciences (1955), der National Academy of Sciences und seit 1968 Ehrenmitglied (Honorary Fellow) der Royal Society of Edinburgh. Er war Ehrendoktor der University of Maryland und der Universität Leiden.
Ihm zu Ehren wird der Ralph-W.-Gerard-Preis in Neurowissenschaften vergeben. Er war einer der Gründer und Ehrenpräsident der Society for Neuroscience.

## Schriften
- Unresting Cells, 1940
- Body Functions, 1941
- Methods in Medical Research, 1950
- Food for Life, 1952
- Mirror to Physiology, American Physiological Society 1958
- mit Cole: Psychopharmacology; the Problem of Evaluation 1959